# Auberge hospitalière
L’auberge hospitalière est le lieu où se regroupent les chevaliers d'une même langue à Rhodes d'abord, à Malte ensuite. Chaque langue dispose d'une auberge, un bâtiment que les frères d'une même langue partagent pour les réunions, les repas en commun et aussi l'hébergement. Chaque auberge est sous la responsabilité d'un bailli conventuel appelé « pilier » et désigné à l'ancienneté (quinze ans minimum dont dix au couvent) par l'ensemble des frères de ce groupe. Les « piliers » reçoivent une allocation forfaitaire et des denrées alimentaires pour faire vivre l'auberge.

## Histoire
Tous les chevaliers de l'Ordre ne parlent pas le latin et les frictions étaient nombreuses entre chevaliers d'origines différentes. Jusque-là, l'ordre reconnaissait l'existence de trois groupes portant le nom de « langues » : langue de Provence avec l'auberge de Provence, langue d'Auvergne avec l'auberge d'Auvergne et langue de France avec l'auberge de France (du nord). Du fait de leur ancienneté, ces trois langues sont dites « vénérables ». 
Par un décret capitulaire de 1301, le nouveau grand maître Guillaume de Villaret (1300–1305) crée quatre nouveaux groupes : les langues d'Italie avec l'auberge d'Italie, d'Aragon avec l'auberge d'Aragon, d'Angleterre avec l'auberge d'Angleterre et d'Allemagne avec l'auberge d'Allemagne. Cette réorganisation de l'Ordre est confirmée par le grand maître Hélion de Villeneuve (1319-1346) lors du chapitre de Montpellier en 1327. La langue de Provence disposait de deux auberges jusqu'en 1440. À l'inverse, avec la partition de la langue d'Espagne en langue d'Aragon et de Castille, en 1462, les chevaliers ne disposent que d'une seule auberge, l'auberge d'Espagne.
Ces entités correspondent à des zones géographiques et non de langues parlées, les Espagnols et les Portugais se retrouvant au sein de l'auberge d'Aragon, les Polonais et autres Slaves dépendant de l'auberge d'Allemagne.

## Les piliers
Il existe une hiérarchie au sein des auberges. Le « pilier » de Provence porte le titre de « grand commandeur » ou « grand précepteur » et s'occupe de la gestion des finances et de la logistique. Il vient juste après le grand maître et le remplace en cas d'absence ou de maladie. Le « pilier » d'Auvergne, au deuxième rang, est « grand maréchal », il est responsable des affaires militaires et commande les troupes de l'Ordre en campagne. Le troisième rang revient au « pilier » de France qui a pour titre « grand hospitalier » et pour responsabilité les hôpitaux et les soins donnés aux malades. Le « pilier » d'Italie, au quatrième rang, porte le titre de « grand amiral » et il est surintendant de la marine de l'Ordre. Au cinquième rang, le « pilier » d’Espagne est le « grand drapier » avec la responsabilité de l’équipement des frères et, au sixième rang, le « pilier » d'Angleterre est « turcoplier », commandant des troupes auxiliaires de cavalerie légère, le septième rang est occupé par le « pilier » d'Allemagne avec le titre de « grand bailli » et la responsabilité des fortifications. Avec la partition de la langue d'Espagne en 1462 en langue de Castille, le « pilier » est « grand chancelier » et s'occupe des relations extérieures de l'Ordre et en langue d'Aragon, le « pilier » d'Aragon est d'abord le « grand drapier » avant de devenir le « grand conservateur » et signe les billets de solde anticipée.

## Les commanderies
Chaque langue dispose de « commanderies », regroupées en « prieurés », dans sa nation d'origine. Dès la première donation faite à l'Ordre par Godefroy de Bouillon, d'un casual (village fortifié) en Palestine et d'un fief en Brabant le pli est pris ; l'Ordre reçoit des forts pour défendre la Terre sainte et des fiefs en Europe pour assurer le revenu des aumônes. Pour gérer tous ces biens-fonds, les supérieurs puis les grands maîtres les « recommandent » à des frères puis à des chevaliers « gens de mérite et de probité » qui résident sur place. Ces praeceptoria dirigés par un praeceptor ou un magister sont à l'origine des commanderies du XIIIe siècle qui chaque année envoient à l'Ordre les responsions (impositions) qui représente environ le sixième des revenus de la commanderie. Les commanderies assurent ainsi la richesse de l'Ordre, qui permet l'entretien des garnisons, des hôpitaux et des auberges de l'Ordre.

## Sources
- Bertrand Galimard Flavigny, Histoire de l'ordre de Malte, Paris, Perrin, 2006.
- Nicole Bériou (dir. et rédacteur), Philippe Josserand (dir.) et al. (préf. Anthony Luttrel & Alain Demurger), Prier et combattre : Dictionnaire européen des ordres militaires au Moyen Âge, Fayard, 2009, 1029 p. (ISBN 978-2-2136-2720-5, présentation en ligne)